# Eugène-Louis Véder
Eugène-Louis Véder (ou Eugène Véder), né le 1er avril 1876 à Saint-Germain-en-Laye et mort en juin 1936 à Châtillon (Hauts-de-Seine), est un peintre, aquarelliste et graveur français.

## Biographie
Inspiré par Jean-François Raffaëlli, il commence sa carrière artistique peu avant la Première Guerre mondiale, en exposant au Salon des indépendants de 1912 des aquarelles remarquées par le marchand d'art Durant-Ruel.
Dans les années 1920, son sujet de prédilection reste Paris dont il produit de nombreuses gravures rehaussées. Il installe son studio place de l'Estrapade.
L'éditeur Albert Morancé publia quelques-unes de ses œuvres dans la célèbre revue Byblis. En 1928, il produisit une suite de 50 planches sur les quartiers populaires parisiens que les Musées nationaux acquirent en 1930 pour le compte de la chalcographie du Louvre.

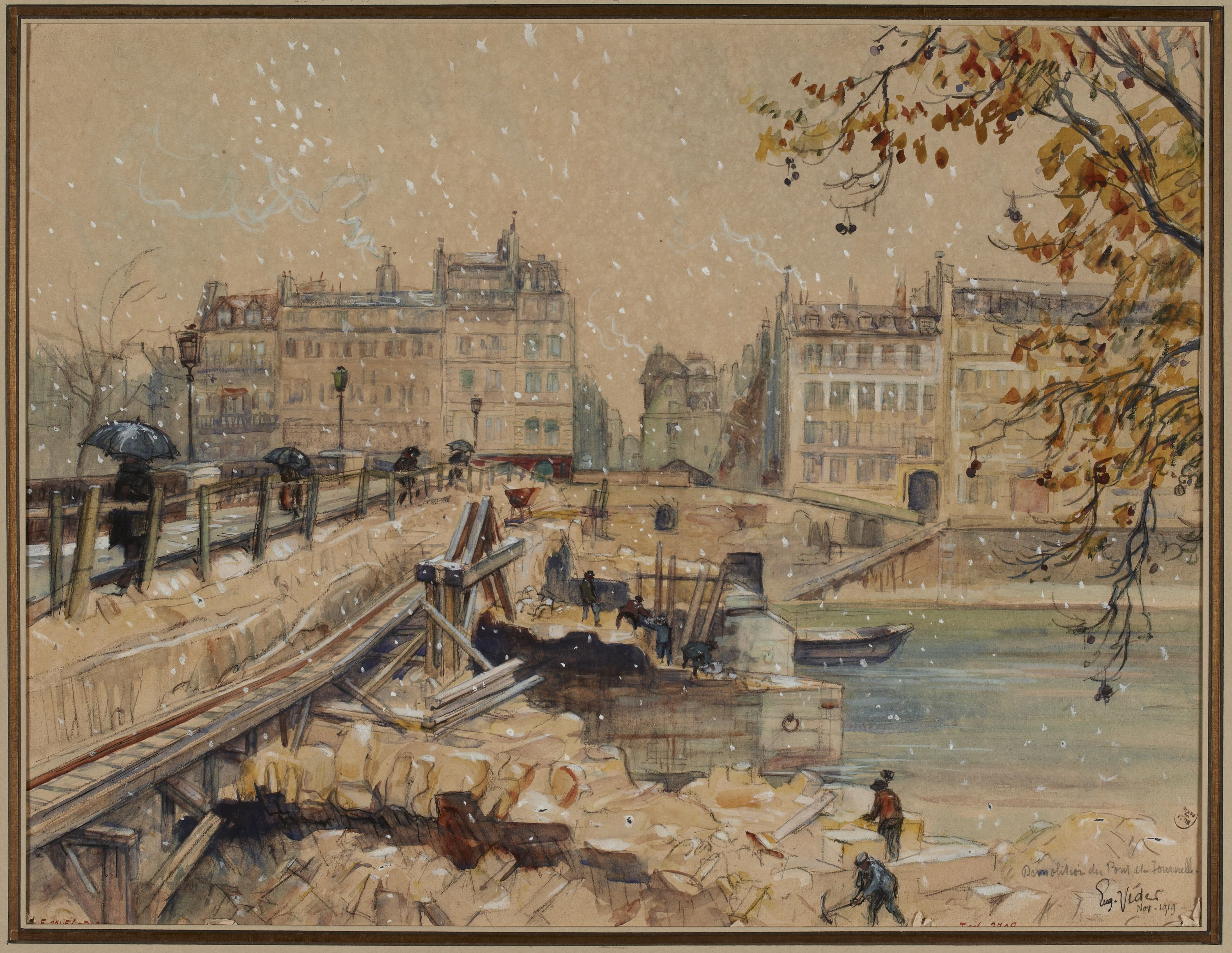
Démolition du pont de la Tournelle, dessin à la pierre noire, aquarelle, rehauts de blanc (1919, musée Carnavalet).

Il eut un fils, Lucien, graveur comme lui, qui prit le pseudonyme de Legarf.

## Citation
En 1923, Jean Robiquet, conservateur du musée Carnavalet, écrivait à son sujet : « Ne lui demandez pas d'où il vient, ni où il a appris à regarder, à crayonner et à sentir. Son œuvre l'indique assez clairement, les petits marchés en plein air, les étals de la rue St-Jacques, les pentes de l'herbe rare des fortifs, les coins perdus du vieux Montmartre, tels furent ses premiers champs d'observation, ses premiers ateliers de peintre. Préservé de toute influence d'école, il n'a eu d'autre maître que Paris, d'autre enseignement que le spectacle quotidien de nos rues et de nos faubourgs, d'autres modèles que les passants. Et voilà sans doute le secret d'un talent si original, d'une œuvre où le moindre détail prend un accent de vérité. »